# Квантовий злодій
«Квантовий злодій» — дебютний науково-фантастичний роман фінського письменника Ганну Раяніємі та перший роман із трилогії, в якій постає персонаж Жана ле Фламбера; продовження — «Фрактальний принц» (2012) і «Причинний янгол» (2014). У 2010 році роман був опублікований у Британії видавництвом Віктор Голланц Лтд, а в США — у 2011 році видавництвом Tor. Це історія про пограбування, яка розгортається у футуристичній Сонячній системі, головний герой якої взірець Арсена Люпена, джентльмена-злодія Моріса Леблана.
У 2011 році роман був номінований на премію Локус як найкращий перший роман і посів друге місце на премію Меморіалу Кемпбелла у 2011 р.

## Налаштування
Через кілька століть після того, як технологічна сингулярність значною мірою знищила Землю, різні постлюдські фракції змагаються за панування в Сонячній системі. Хоча розумний надрозумний сильний штучний інтелект ніколи не був успішно розроблений, цивілізація значно змінилася завдяки поширенню хансонівських емуляцій мозку (названих «гоголями» на згадку про однойменну роботу автора «Мертві душі»). Альянс потужних копій-«гоголів» керує внутрішньою системою з комп'ютерних мегаструктур, що містять трильйони віртуальних розумів, які працюють, щоб воскресити мертвих у релігійній відданості філософії Миколи Федорова. Цей альянс, Соборність, перебуває у конфлікті зі спільнотою квантово-заплутаних розумів, які дотримуються принципу «не-клонування» квантової теорії інформації, і тому бачать кінцевою метою Соборності не воскресіння, а смерть. Більша частина цієї спільноти, Зоку, була спустошена, коли Юпітер був знищений гравітаційною сингулярністю, яка була зброєю.
Серед останніх залишків майже базового людства існують мобільні міста Марса, де передова криптографія та нав'язлива культура конфіденційності гарантують, що Соборність не зможе завантажити думки вільних громадян. Найвідомішим із цих міст є Ублієтт, де час використовується як валюта. Коли баланс громадянина досягає нуля, його розум переміщується в робототехнічне тіло, щоб обслуговувати потреби міста протягом встановленого періоду, а потім повертається до свого початкового тіла з відновленим балансом часу.

## Короткий зміст сюжету
Незліченні гоголі легендарного джентльмена-злодія Жана Ле Фламбера потрапляють у віртуальну в'язницю Соборності на орбіті навколо Нептуна, розігруючи повторювану дилему в'язня, поки його розум не навчиться співпрацювати. Воїтелька із Хмари Оорта, яку заселили фінські колоністи, успішно дістає одного з гоголів Ле Фламбера і завантажує його в тіло. Діючи від імені конкуруючої влади Соборності, ця оортіанка Міелі переправляє злодія до марсіанського міста, відомого як Ублієтт, де він зберіг свої спогади для подальшого відновлення. Ці двоє мають намір відновити його спогади, щоб він міг повернутися до працездатності, достатньої для того, щоб служити своєму благодійнику Соборності у крадіжці та відплатити за його звільнення.
На Ублієтті молодий детектив Ісідор Ботреле допомагає пильним особам зловити агентів Соборності, які незаконно завантажують людські свідомості. З'ясовується, що ці пильні люди служать місцевій колонії Зоку. Ботреле залучається для розслідування прибуття Ле Фламбера, і в процесі стає відомо, що криптографічна безпека Ублієт завжди була скомпрометована. Спогади її громадян вигадані, а «король Марса», якого довго вважали скинутим через революцію, досі панує за лаштунками. Цей король, який є ще однією копією Жана Ле Фламбера, зазнає поразки в наступному конфлікті. Ле Фламберу не вдається відновити всі свої спогади, які він заблокував за допомогою квантового заплутаного револьвера, що вимагало від нього вбити кількох своїх старих друзів, щоб відкрити свою збережену пам'ять. Він і Міелі втікають зі звільненого Марса, знайшовши лише таємничу «Скриньку Шредінгера» з Палацу Пам'яті .

## Теми
Центральними темами «Квантового злодія» є ненадійність і податливість пам'яті, а також вплив надзвичайної тривалості життя на перспективу та особистість людини. В'язниці, стеження та контроль у суспільстві також є головними темами.
У книзі люди, що живуть у суспільстві Облієтта на Марсі, мають два типи пам'яті; окрім традиційної особистої пам'яті, існує екзомеморія, до якої можуть отримати доступ інші люди з будь-якої точки міста. Спогади про особистий досвід можна зберігати в екзопам'яті та розділяти з різними рівнями доступу, наданими різним людям. Ці спогади можна використовувати, серед іншого, як доцільну форму спілкування.
Суспільство Облієтта має економіку, де час використовується як валюта. Коли час людини витрачається, її свідомість завантажується в «тишу». Тихі — це слуги німих машин, які підтримують і захищають місто. Хоча тихих, здається, мало цікавить світ поза їхніми заняттями, вони, здається, зберігають деякі сліди своїх колишніх особистостей і спогадів.
Центральна змова сюжету полягає в тому, що приховані правителі, які називаються «криптархами», маніпулюють і зловживають ексомам'яттю, а також традиційною пам'яттю через перетворення громадян на тиші та назад. У книзі суспільство Oubliette порівнюється з паноптикумом; в'язниця, де кожен вчинок мешканців можна перевірити.

## Історія та впливи
Перший розділ «Квантового злодія» був представлений літературним агентом Раджаніємі Джоном Джарролдом Голланцу як основу для угоди на три книги, яка зрештою була забезпечена. Раджаніємі заявив, що він «придумав план, який містив усі ідеї, які я міг втиснути в нього, тому що я хотів бути гідним того, що сталося». Згодом нарис розширився на три частини, і перша частина стала «Квантовим злодієм».
Сюжет роману був натхненний одним із улюблених героїв художньої літератури Раджаніемі, джентльменом-злодієм Моріса Леблана Арсеном Люпеном, який діє по обидва боки закону. Те, що зацікавило Раджаніємі, так це цикли спокути та рецидивів, через які проходить Люпен, намагаючись йти прямо, завжди не вдаючись. Окрім Леблана, Раджаніємі як сильний вплив на себе згадав Роджера Желязни. Єн Макдональд був ще одним автором наукової фантастики, якого він назвав впливовим, плюс книга Френсіс А. Єйтс «Мистецтво пам'яті» для палаців пам'яті.
В інтерв'ю Раджаніємі сказав, що не намагався написати роман як жорстку наукову фантастику: «Для мене важливішим наслідком наявності наукового досвіду є певна спекулятивна суворість: наполеглива спроба опрацювати наслідки припущень з чого все починається».

## Відгуки
Роман отримав загалом позитивні відгуки. У своїй рецензії у Локусі Гері К. Вулф пише, що Раджаніємі «вражаючим чином виконав обіцянку, що це, ймовірно, найважливіший дебютний роман у жанрі фантастики, який ми побачимо цього року». Джеймс Лавгроув, рецензуючи книгу у своїй колонці у Файненшил таймс, зазначає, що «багато англомовних авторів убили б, щоб отримати прозу наполовину таку гарну, як ця, особливо в першу чергу». Ерік Браун, рецензуючи для Ґардіан, вважає роман «блискучим дебютом», водночас натякаючи на «апокрифічний» (і неправильний) міф про те, що «цей роман продався завдяки першому рядку». Сем Бандах із SciFiNow хвалить роман за «його захоплюючу розповідь і персонажів, підкріплених часто майже лякаюче хорошими науково-фантастичними концепціями».
Критика роману загалом зосереджена на рідкісному стилі письма Раджаніємі «покажи, не кажи». Браун зазначає, що «автор не робить жодних поступок лінивому читачеві інфо-звалищами чи зручними поясненнями». Найл Александер із «Spekulative Scotsman» стверджує, що «якби існував якийсь покажчик, [він] із задоволенням (і неодноразово) посилався б на нього під час карколомної першої третини „Квантового злодія“», проголошуючи роман бути «науково -фантастичним дебютом 2010 року».

## Нагороди
- Номінант на премію Локус 2011 за найкращий перший роман.[2][3]
- Третє місце за 2011 рік Меморіальна премія Джона У. Кемпбелла за найкращий науково-фантастичний роман[4]